# Limburgstalige Wikipedia
De Limburgse Wikipedia is de versie van Wikipedia in het Limburgs. De artikelen van deze internetencyclopedie worden geschreven in de verschillende Limburgse dialecten. Relatief veel artikelen zijn in het Maastrichts. De hoofdpagina en pagina's over het beleid worden geschreven in het Algemeen Geschreven Limburgs. Voor de spelling wordt de Veldekespelling aangehouden.
De Limburgse Wikipedia ging in augustus 2004 van start. Op 31 augustus 2015 werd het 10.000e artikel toegevoegd. 

## Media-aandacht
In januari 2015 werd in een uitzending over Wikipedia op de regionale zender L1 enige aandacht besteed aan de Limburgstalige versie.